# Айлар Хагги
Айлар Хагги — иранская студентка азербайджанского происхождения, обучавшаяся в Университете Тебриза. Её жизнь оборвалась в ходе акции протеста в Тебризе в 2022 году, когда девушка была убита, вероятно, иранскими силами безопасности. Несмотря на утверждения иранских официальных лиц и средств массовой информации о том, что она покончила с собой, факты указывают на возможное убийство. Семья Айлар не только подверглась давлению, чтобы родственники приняли версию с самоубийством, но и была лишена возможности провести похороны в Меликкенде — родном городе девушки, тело которой семье не предоставили в течение двух дней.
Похороны Айлар Хагги и 40-дневные траурные церемонии прошли на кладбище Вади-э Рахмат с участием граждан. Участники скандировали лозунги против правительства, такие как «Мы все Айлар, борьба продолжается», «Свобода, справедливость, национальное правительство», «Азербайджан не заснул, кровь Айлар не иссякнула». Обе церемонии были разогнаны силами безопасности, которые избивали и арестовывали людей.
После убийства Айлар Хагги протесты усилились в области Восточный Азербайджан. Протесты проходили в Тебризе, Бенабе, Меликкенде, Ардебиле и в университете Тебриза, где училась Айлар. Многие участники этих протестов были арестованы.
28 ноября 2022 года девушки из Азербайджанской Республики провели флешмоб в память о погибших южноазербайджанских девушках Хадис Наджафи, Aсра Панахи и Айлар Хагги, а также в поддержку тех, кто борется за права женщин в Иране.

## Информация
Айлар Хагги родилась в 1999 году в городе Меликкенд. По происхождению — азербайджанка. Позднее с семьёй переехала в город Тебриз. Являлась студенткой четвёртого курса медицинского факультета Тебризского свободного университета.

## Убийство
Айлар Хагги присоединилась к протестной акции против правительства 16 ноября 2022 года в Тебризе в рамках протестов в Иране. Силы правительства начали разгонять акцию, применяя насилие к участникам. После вмешательства полиции, чтобы избежать насилия, Хагги укрылась в одном из зданий. Несколько чиновников, следовавших за ней, вошли в здание и выстрелили ей в голову, убив её. С тем, чтобы замести следы убийства, её тело выбросили из многоэтажного здания. Затем агенты безопасности оказали давление на семью Айлар, заявляя, что она упала с высоты, совершив самоубийство. Когда семья отказалась принять этот вариант, её отца Реджеба Хагги задержали силы безопасности. Силы правительства не отдавали тело Айлар в течение 2 дней, чтобы оказать давление на её семью.
Иранские СМИ, связанные с режимом, опубликовали видеозапись, сделанную камерой видеонаблюдения одного из зданий, утверждая, что на записи видно, как Айлар Хагги упала, выходя из автомобиля, и погибла. Однако на видео видна только женщина, выходящая из машины, и её личность не определена.
В период протестов в Иране в 2022 году иранское правительство связывало причины смерти участников протестов с различными «случайностями». Очень часто они утверждали, что умершие погибли от «падения с высоты», «самоубийства», «проблем с сердцем» и «атаки внутри бунта». Правительство объявило, что Мехса Амини, смерть которой инициировала протесты, умерла от болезни сердца.

## Похороны
После того как семье было возвращено тело девушки, родственники не получили разрешения на похороны в её родном Меликкенде. Затем оказывалось давление на отца Айлар Хагги, Реджеба Хагги, чтобы похороны прошли тихо и не привлекали общественность. Тем не менее новость стала общеизвестной, и к церемонии похорон присоединилось множество граждан. Похороны прошли 18 ноября 2022 года на кладбище Вади-э Рахмат в Тебризе. Участники церемонии выражали протест против правительства Ирана, скандируя лозунги «Мы все Айлар, борьба продолжается», «Свобода, справедливость, национальное правительство», «Азербайджанский народ не может терпеть этого унижения». Силовики напали на собравшихся на кладбище граждан и выгнали их с территории, арестовав несколько человек. Кроме того, профессор Тебризского университета медицинских наук Шамси Аббасэлизаде была отстранена от работы за участие в похоронах Айлар Хагги.
27 декабря 2022 года состоялась церемония, приуроченная к 40-му дню после смерти Айлар Хагги. Участники мероприятия выражали протест против правительства, скандируя лозунги типа «Мы все Айлар, боремся за свободу», «Азербайджан не засыпает, кровь Айлар не иссякает», «Хаменеи убийца, правительство недостойное», «Смерть диктатору». На церемонии выступил и отец Айлар Хагги. Затем силы безопасности вмешались в церемонию. В результате произошёл конфликт между участниками церемонии и силами безопасности. Силы безопасности напали на людей, избивая их дубинками. Родители Айлар Хагги и несколько человек были арестованы.

## Память
После убийства Айлар Хагги в области Восточный Азербайджан протесты стали более интенсивными. В Тебризе, Бинабе и в Меликкенде, где родилась Айлар Хагги, проводились различные протесты и мероприятия. В ходе этих протестов были арестованы многие азербайджанские активисты. Студенты медицинского факультета Тебризского свободного университета также провели акцию в университете, выражая протест против убийства Айлар Хагги иранским правительством.
28 ноября 2022 года молодые девушки из Азербайджанской Республики провели флешмоб в память о тех, кто борется за права женщин в Иране, а также в память о убитых азербайджанских девушках Хадисе Наджафи, Эсре Панахи и Айлар Хагги. В конце флешмоба были показаны фотографии Айлар Хагги и других убитых азербайджанцев, а также написано «Мы знаем, мы с вами».
20 февраля 2023 года на улицах Тебриза появились надписи на стенах: «Айлар Хагги», «Вы можете стереть наши лозунги с стен, но не следы крови», «Смерть Хаменеи», «Смерть диктатору».